# Palanke
Palanke (von frz. palanque "Pfahlwerk" / übtr.: Verschanzung durch-;  ung. palánk "Blockhaus") bezeichnete während der Türkenkriege eine kleine permanente Befestigung durch Gräben, Wälle und Palisaden. Sie bezeichnete bei den Osmanen häufig alle befestigten kleineren Städte, Marktflecken, Wehrdörfer und Burgen.
Der Name mehrerer Orte in Bosnien, Serbien und Mazedonien zeugt von der einstigen Verbreitung dieser Festungsart auf dem Balkan (Brza Palanka, Banatska Palanka, Bačka Palanka, Smederevska Palanka, Bela Palanka, Kriva Palanka).
Durch die Weiterentwicklung der Artillerie Ende des 19. Jahrhunderts und insbesondere nach der Einführung der Brisanzgranate wurden Palanken als Festungstyp obsolet.